# Olimpia Maidalchini

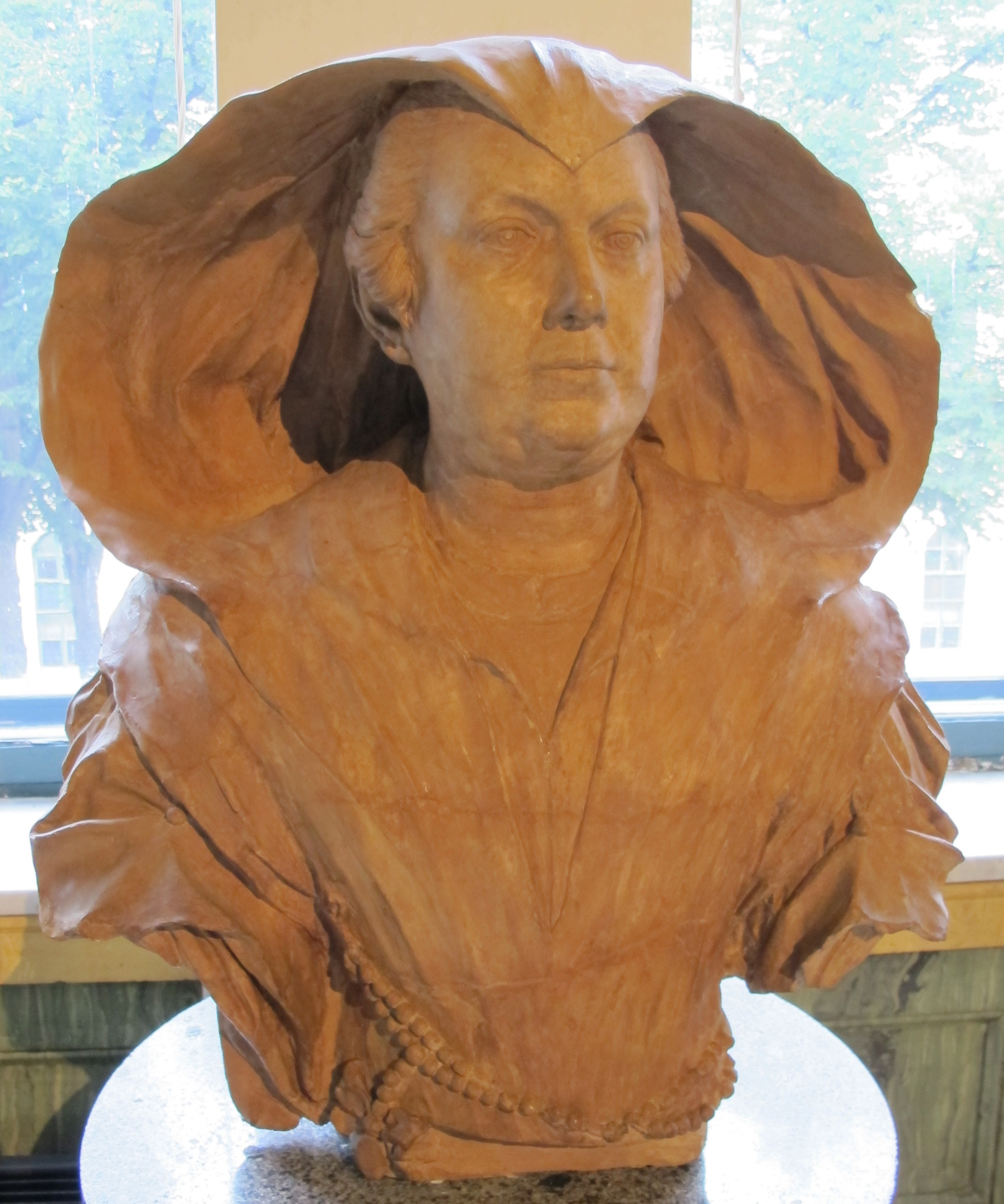
Busto de Olimpia Maidalchini, modelado en barro por Alessandro Algardi (San Petersburgo, Museo del Hermitage).

Olimpia Maidalchini, también conocida como Donna Olimpia y Olimpia Pamphili (Viterbo, 26 de mayo de 1591-San Martino al Cimino, 27 de septiembre de 1657) fue una noble italiana, cuñada del papa Inocencio X a raíz de su matrimonio con Pamphilio Pamphili. Fue una de las mujeres más poderosas de Roma en el siglo XVII influyendo en la política papal y en el cónclave que supuso la elección de su cuñado como papa, por lo que fue apodada «la papisa». Fue retratada por artistas prestigiosos como Alessandro Algardi y Diego Velázquez.

## Biografía
Olimpia Maidalchini nació en Viterbo, en una familia medianamente acomodada. Era la hija de Sforza Maidalchini, un Condotiero, y de Vittoria Gualterio, una patricia de Orvieto y Roma, noble de Viterbo, hija ilegítima de Sebastiano Gualterio, obispo de Viterbo, nuncio papal en Francia en el Concilio de Trento. 
Por decisión familiar Olimpia estaba destinada a ingresar como novicia en un convento, al igual que dos de sus hermanas; algo habitual en las familias de abolengo venidas a menos que no podían dar una dote adecuada a sus hijas y preferían reservar la herencia familiar al primogénito varón. Maidalchini logró eludir los hábitos de monja que le querían imponer acusando al consejero espiritual del convento de proposiciones indecentes. La acusación se consideró verosímil por la juventud y belleza de Maidalchini; y el religioso fue suspendido «ad divinis». Aunque las investigaciones no hallaron pruebas concluyentes, el escándalo fue tal que ningún convento quiso acogerla; con lo cual ella logró el desenlace deseado. Años después, cuando ya era poderosa en Roma, Maidalchini medió para que nombrasen obispo al religioso defenestrado.
Maidalchini contrajo matrimonio dos veces. Se casó por primera vez con Paolo Nini, uno de los hombres más ricos de Viterbo; pero este matrimonio duró menos de tres años, por la muerte de Nini. Contrajo matrimonio en segundas nupcias en 1612 con Pamphilio Pamphili, veintisiete años mayor que ella y miembro de la noble familia romana Pamphili. Introdujo a Olimpia en la nobleza romana y la convirtió en cuñada del cardenal Giovanni Battista Pamphili, un brillante abogado de la curia romana que sería papa con el nombre de Inocencio X.

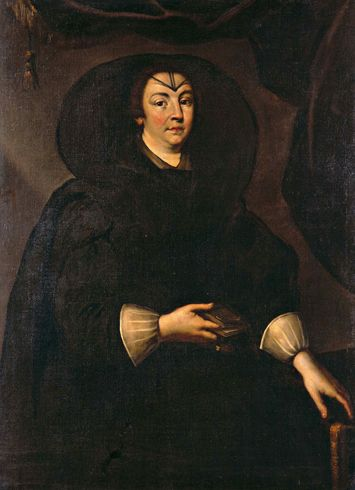
Retrato de Olimpia Maidalchini pintado por Jodocus van Hamme.

### Influencia papal
Tras la muerte de su segundo marido en 1639, Olimpia se convirtió en la principal asesora de su cuñado Giovanni Battista, intercediendo en su favor en el cónclave de 1644 que lo elegiría como papa. Por su estrecha relación con él, se rumoreó que era su amante, afirmación que circuló en libelos que los historiadores actuales descartan.

### Nepotismo
Durante el papado de Inocencio X, Olimpia ejerció un fuerte poder; acaparó grandes riquezas y se sirvió del nepotismo habitual en la Santa Sede para favorecer a su familia. Así, el 14 de noviembre de 1644, se produjo el nombramiento de su hijo, Camillo Francesco Maria Pamphili, como cardenal nepote y legado apostólico de Aviñón, compartiendo de facto el cargo de cardenal secretario de Estado con Giovanni Giacomo Panciroli. Sin embargo en 1647, Camillo renunciaría al cardenalato para contraer matrimonio con Olimpia Aldobrandini. Tras la renuncia, Inocencio X nombró nuevo cardenal nepote al sobrino de Olimpia, Francesco Maidalchini, y posteriormente a Camillo Astalli.
En 1645, el papa concedió a Maidalchini  el título de Princesa de San Martino al Cimino, una abadía en ruinas cerca de Viterbo que reconstruyó y dotó de un palacio, donde viviría sus últimos años y donde está sepultado su cuerpo. 
Su poder en Roma declinó a partir de 1652, cuando Inocencio X empezó a favorecer a Fabio Chigi: le llamó para que regresase de Colonia (Alemania), donde ejercía de nuncio, y le nombró cardenal y secretario de estado, lo cual restó capacidad de influencia a Olimpia. El declive de Olimpia se agravó cuando en 1655 Inocencio X falleció y Fabio Chigi le sucedió como papa, bajo el nombre de Alejandro VII. 
Según la leyenda, los días previos y posteriores al fallecimiento de Inocencio X fueron convulsos: cuando él aún agonizaba, Olimpia empezó a apropiarse de valiosos bienes del pontífice, y se rumoreaba que cuando el papa murió, ella bloqueó el acceso al dormitorio para sustraer dos arcas llenas de oro escondidas bajo el lecho donde yacía el cadáver. El cuerpo del papa, roído por los ratones, fue sepultado sin ninguna pompa con varios días de retraso y Olimpia alegó que, como viuda que era, carecía de recursos para costearle un entierro digno.
El nuevo papa Alejandro VII la obligó a dejar Roma así que se instaló en su feudo de San Martino al Cimino. Se emprendió una investigación para destapar la corrupción masiva que había perpetrado en sus años de apogeo; pero Olimpia falleció víctima de la peste en 1657, antes de concluirse las indagaciones. Dejó en herencia unos dos millones de escudos, una fortuna formidable considerada la mayor de Italia en la época.

### Mecenas
Fue una gran mecenas, así impulsó mejoras decorativas en el hoy famoso Palacio Pamphili, el más suntuoso de la popular Plaza Navona en Roma. En estos trabajos intervinieron Pietro da Cortona y Borromini. Fue la promotora de la  Fuente de los Cuatro Ríos de Bernini construida frente a su palacio.
Proveyó de comida y leña a los conventos y tomó a las prostitutas bajo su protección permitiéndoles usar su escudo en sus puertas y en sus carruajes. Cuando el Papa la convirtió en la princesa de San Martín en 1644, construyó 250 casas que entregó a las niñas pobres como dote para que no se vieran obligadas a ingresar en un convento o convertirse en prostitutas.

## Olimpia Maidalchini en el arte

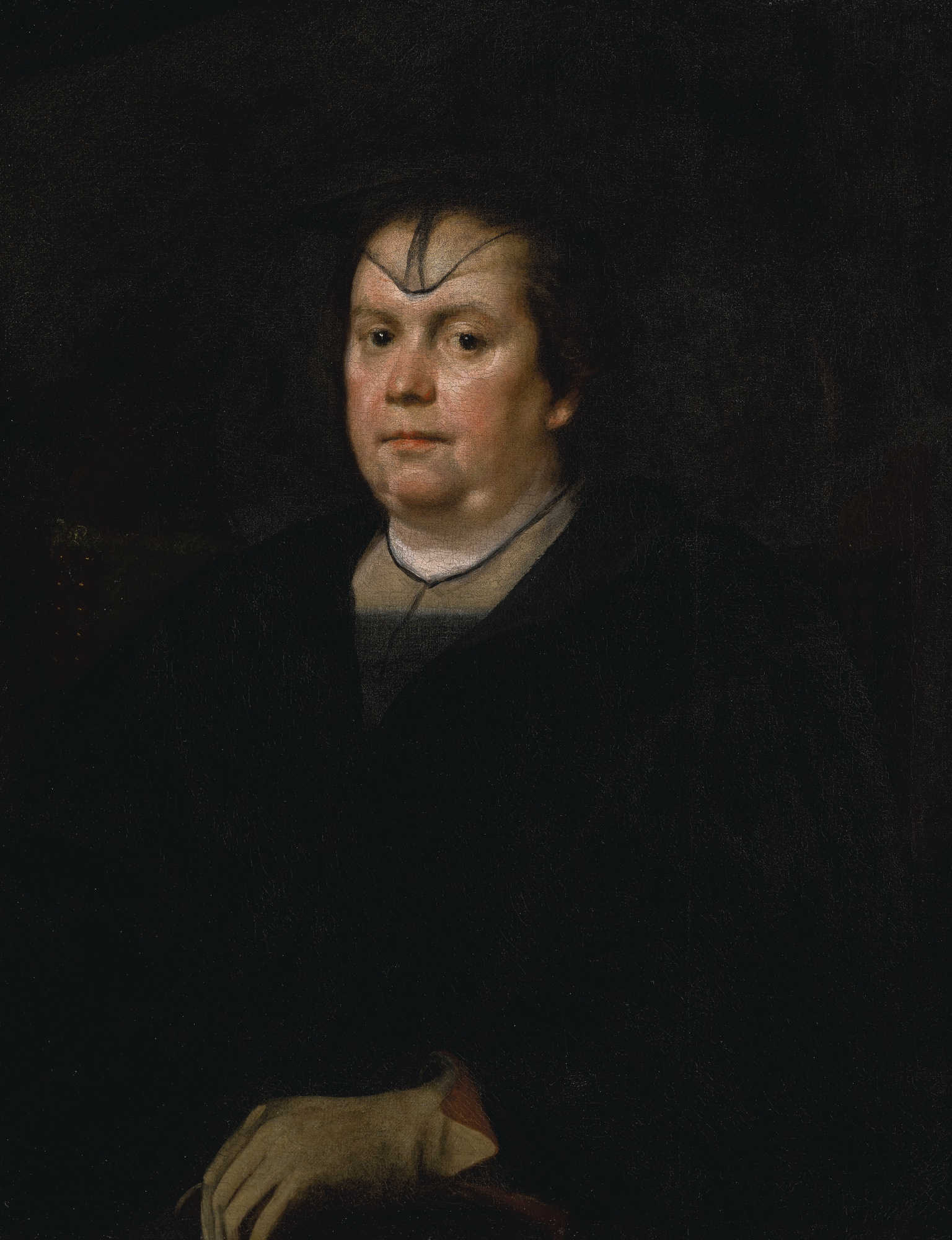
Olimpia Maidalchini Pamphilij, óleo sobre lienzo, 77,4 x 61 cm, atribuido a Diego Velázquez.

Olimpia fue retratada por varios de los artistas más destacados de la época. El escultor Alessandro Algardi esculpió un busto de ella: la dama posa con un ampuloso velo que enmarca su rostro, de expresión severa. Subsisten dos versiones de la escultura de Algardi: una en barro, ahora en el Museo del Hermitage de San Petersburgo (Rusia), y otra en mármol, actualmente en el Palazzo Doria-Pamphili de Roma, fastuosa mansión repleta de obras de arte que sigue siendo la residencia de la saga. En esta misma residencia cuelga el Retrato de Inocencio X pintado por Diego Velázquez, de modo que en cierta manera, Olimpia y su cuñado el papa siguen después de muertos bajo un mismo techo (si bien en salas diferentes).

### Retrato pintado por Velázquez
Diego Velázquez también retrató a Olimpia Maidalchini en el verano de 1650 según consta por dos notas fechadas el 13 de julio y el 13 de agosto de ese año dirigidas al duque de Módena por su agente en Roma. Del retrato hace mención Jusepe Martínez en sus Discursos practicables del nobilísimo arte de la pintura junto con el retrato de Inocencio X como «el de la señora doña Olimpia, cuñada del dicho Sumo Pontífice», diciéndolos alabados en conjunto por cuantos los vieron, y en 1677 era citado en el inventario de las pinturas del cardenal Camillo Massimi como «Un ritratto di Dª Olimpia Pampilij di mano di Diego Velasco».
En 1678 el marqués del Carpio, embajador de España en Roma, adquirió el retrato a los herederos del cardenal junto con el del propio cardenal, también de Velázquez, y ambos de semejantes dimensiones. En el inventario de sus pinturas hecho en Roma en 1682 figuraba con el número 429, describiéndose como «Un Ritratto di Donna Olimpia Pamfilio con velo nero in testa di mano di Diego Velasco di palmi 3 e 2 1/2 in circa con sua cornicia tutta indoratta». En 1692 Eugenio de los Ríos, caballero de Santiago y mayordomo de Carpio en Nápoles, hizo entrega a Cesare Barbo de dos cuadros de Velázquez procedentes de la testamentaría del marqués, citados solo por sus números de inventario y medidas, números que correspondían a los retratos de Olimpia y del cardenal Massimi. En 1724 ambos retratos se encontraban en la colección del cardenal Pompeo Aldrovandi, perdiéndose desde ese momento las noticias directas.
Enriqueta Harris sugirió que pudiera tratarse del retrato citado como «superbe tëte de religieuse» en el catálogo de una venta celebrada en París en 1829 de obras procedentes de la colección Aldobrandini Borghese y se ha querido identificar con un retrato de doña Olimpia con toca blanca en colección suiza que no ha encontrado el consenso de la crítica.
En junio de 2019, la casa de subastas Sotheby's presentó como el original de Velázquez procedente de la colección del marqués del Carpio, con su marca y número de inventario, un retrato en mediano estado de conservación, con significativas pérdidas de pintura, procedente de colección particular holandesa que previamente había sido vendido en La Haya en abril de 1986 (Venduhuis der Notarissen, lote 205) como obra de escuela holandesa de hacia 1650. Dicho cuadro fue vendido por 2.780.000 euros a un comprador de identidad no revelada.